# Ocellularia discoidea
Ocellularia discoidea är en lavart som först beskrevs av Erik Acharius och som fick sitt nu gällande namn av Johannes Müller Argoviensis. 
Ocellularia discoidea ingår i släktet Ocellularia och familjen Graphidaceae. Inga underarter finns listade i Catalogue of Life.